# Zahnradbahn Štrba–Štrbské Pleso
| |                                                              |                                   |                                   |
| Kursbuchstrecke (ZSSK): | 182                                                          |                                   |                                   |
| Streckenlänge: | 4,61 km                                                      |                                   |                                   |
| Spurweite: | 1000 mm (Meterspur)                                          |                                   |                                   |
| Stromsystem: | seit 1970: 1,5 kV =                                          |                                   |                                   |
| Maximale Neigung: | bis 1936: 127 ‰ ab 1970: 150 ‰                               |                                   |                                   |
| Zahnstangensystem: | bis 1936: Riggenbach 1970–2020: Von Roll ab 2021: Strub TN70 |                                   |                                   |
| Streckengeschwindigkeit: | 30 km/h                                                      |                                   |                                   |
| |                                                              |                                   |                                   |
| \| \| 0,000 \| Štrba OŽ früher Csorba \| 894 m \| \| \| \| \| \| \| \| 0,40 \| I/18 \| I/18 \| \| \| 1,353 \| Tatranský Lieskovec \| 951 m \| \| \| 1,650 \| II/538 \| II/538 \| \| \| 3,270 \| II/538 \| II/538 \| \| \| 3,80 \| II/537 \| II/537 \| \| \| \| Maximale Neigung 150 ‰ \| \| \| \| 4,30 \| Neutrassierung 1969 \| 1275 m \| \| \| 4,60 \| Móryho osada früher Móritelep \| 1300 m \| \| \| 4,609 \| Štrbské Pleso OŽ \| 1330 m \| \| \| \| Elektrische Tatrabahn nach Poprad \| \| \| \| \| \| \| \| \| 4,780 \| Štrbské Pleso früher Csorbató \| 1350 m \| \| \| \| \| \| \| Quellen: [1][2][3][4][5] \| \| \| \| |                                                              |                                   |                                   |
| Kopfbahnhof Streckenanfang | 0,000                                                        | Štrba OŽ früher Csorba            | 894 m                             |
| |                                                              |                                   |                                   |
| Brücke | 0,40                                                         | I/18                              | I/18                              |
| Haltepunkt / Haltestelle | 1,353                                                        | Tatranský Lieskovec               | 951 m                             |
| Brücke | 1,650                                                        | II/538                            | II/538                            |
| Brücke | 3,270                                                        | II/538                            | II/538                            |
| Strecke mit Straßenbrücke | 3,80                                                         | II/537                            | II/537                            |
| Strecke |                                                              | Maximale Neigung 150 ‰            | Maximale Neigung 150 ‰            |
| | 4,30                                                         | Neutrassierung 1969               | 1275 m                            |
| Strecke · Haltepunkt / Haltestelle (Strecke außer Betrieb) | 4,60                                                         | Móryho osada früher Móritelep     | 1300 m                            |
| Bahnhof · Strecke (außer Betrieb) | 4,609                                                        | Štrbské Pleso OŽ                  | 1330 m                            |
| Strecke nach rechts · Strecke (außer Betrieb) |                                                              | Elektrische Tatrabahn nach Poprad | Elektrische Tatrabahn nach Poprad |
| |                                                              |                                   |                                   |
| Kopfbahnhof Streckenende (Strecke außer Betrieb) | 4,780                                                        | Štrbské Pleso früher Csorbató     | 1350 m                            |
| |                                                              |                                   |                                   |
| Quellen: |                                                              |                                   |                                   |

Die Zahnradbahn Štrba–Štrbské Pleso (slowakisch Ozubnicová železnica Štrba–Štrbské Pleso, kurz OŽ) ist eine meterspurige Zahnradbahn in der slowakischen Hohen Tatra, die ursprünglich als Csorbatoi Fogaskerekü Vasut (Csorbasee-Zahnradbahn) von der cs. és kir. szab. Kassa-Oderbergi Vasút (Kaschau-Oderberger Bahn; Ks.Od.) erbaut und betrieben wurde. Sie beginnt im Bahnhof Štrba (früher: Csorba) der Bahnstrecke Košice–Žilina und führt in den Kurort Štrbské Pleso (früher: Csorbató), wo sie in die Strecke Poprad–Štrbské Pleso der Elektrischen Tatrabahn einmündet. 
Die Fahrpreise liegen wie bei der Elektrischen Tatrabahn über dem sonstigen slowakischen Niveau, sie ist jedoch in den allgemeinen Tarif einbezogen.

## Geschichte

### Erste Zahnradbahn

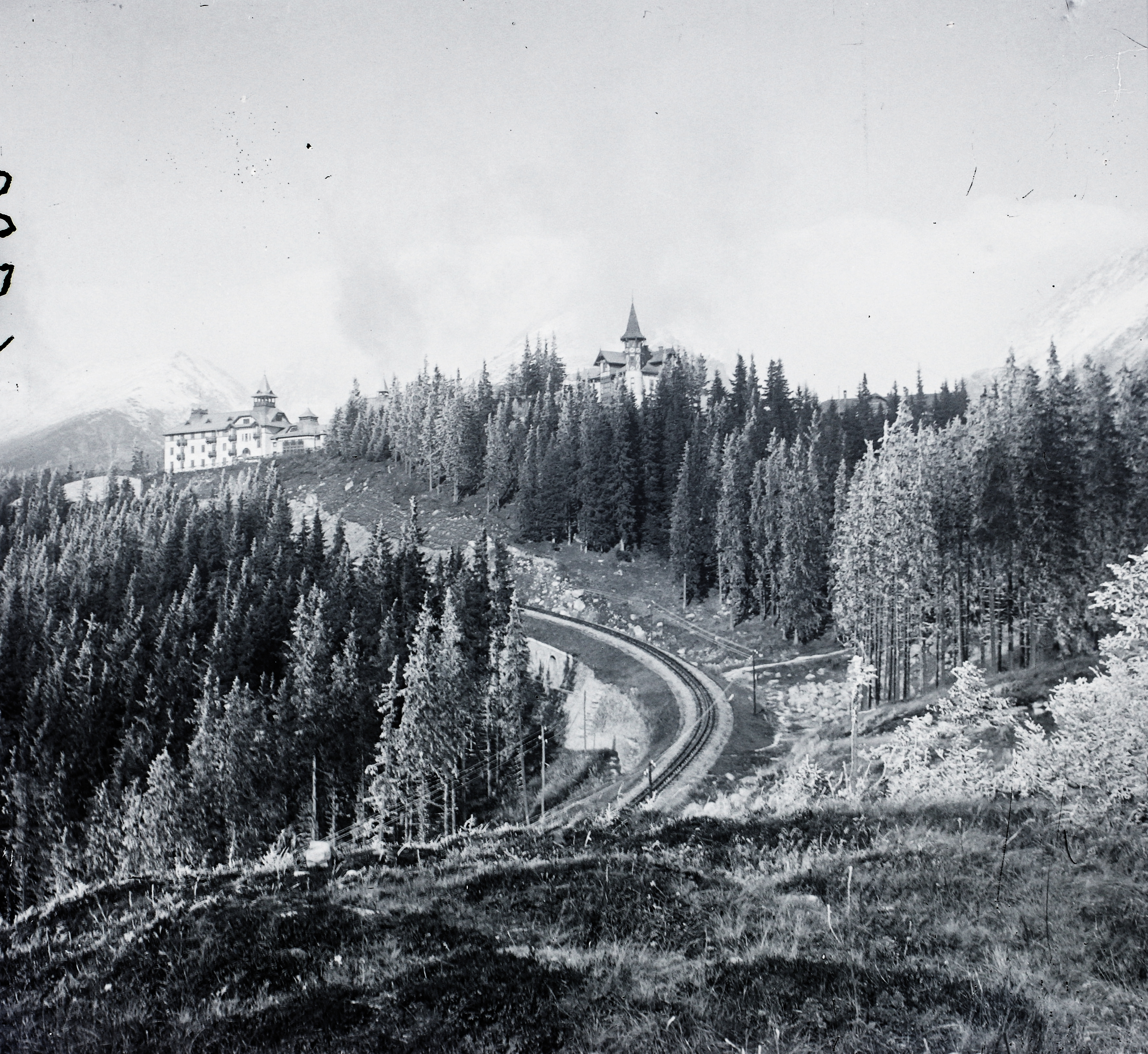
Trasse der neuen Bahn bei Csorbató (undatiert)

Mit der Inbetriebnahme der Kaschau-Oderberger Bahn von Kaschau in Oberungarn nach Oderberg in Österreichisch Schlesien im Jahre 1871 erhielt auch die Hohe Tatra eine Eisenbahnverbindung. Mit dem dann beginnenden Tourismus entstanden am Štrbské pleso (deutsch: Tschirmer See) erste Hotels und der Ort wurde zum Heilbad ernannt. Später entstanden auch Wanderwege und Berghütten.
Die Kaschau-Oderberger Bahn entwickelte unter der Leitung von Emil Várnai das Projekt einer meterspurigen Zahnradbahn, die Štrbské pleso an den Bahnhof Csorba (heute: Štrba) anbinden sollte. Am 30. Juli 1895 wurde die Bahn vom ungarischen Handelsministerium konzessioniert. Der Bau erfolgte recht schnell, so dass die Strecke schon am 30. Juli 1896 eröffnet werden konnte. 4,05 km der Gesamtstrecke von 4,75 km waren mit einer Zahnstange der Bauart Riggenbach versehen, um die maximale Steigung von 127 ‰ zu überwinden. Von der alten Talstation in Štrba in etwa 896 m Höhe bis zur Endstation am See in 1350 m Höhe war ein Höhenunterschied von 454 m zu überwinden.

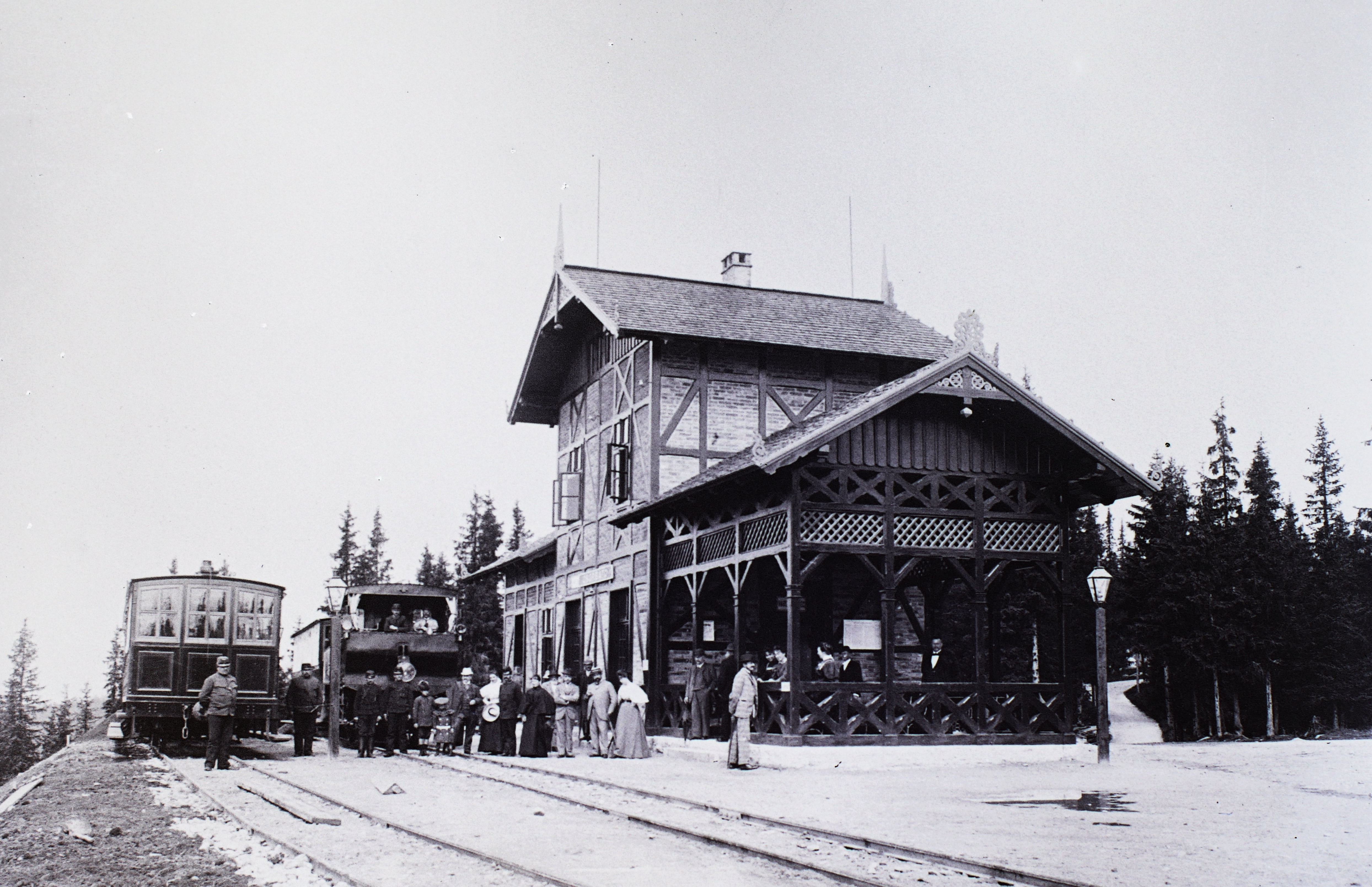
Bahnhof Csorbató (undatiert)

Als Betriebsgesellschaft gründete die Kaschau-Oderberger Bahn die Csorbatoi Fogaskerekü Vasut (slowakisch: Ozubnicová železnica Štrbského plesa, deutsch Csorbasee-Zahnradbahn). Betrieben wurde die Strecke nur während der Kursaison zwischen Mai und September und zur Skisaison im Winter. Für mehr als sechs Monate im Jahr ruhte der Verkehr. Der ab 1. Mai 1912 gültige Fahrplan verzeichnete insgesamt sechs Zugpaare. Sie benötigten für die Gesamtstrecke in beiden Richtungen 29 Minuten.
Ab den 1920er Jahren entstand mit dem Kraftfahrzeugverkehr eine starke Konkurrenz und die Bahn wurde unrentabel. 1924 gelangte die Strecke zusammen mit der Kaschau-Oderberger Bahn dann ins Eigentum der Tschechoslowakischen Staatsbahnen (ČSD). Die 1927 gegründete Tatranská elektrická vicinálna dráha (TEVD) übernahm den Betrieb der Elektrischen Tatrabahn, lehnte aber die Übernahme der unwirtschaftlichen und veralteten Zahnradbahn ab.
Während der Weltwirtschaftskrise wurde der Verkehr auf der Zahnradbahn am 14. September 1932 endgültig eingestellt. Am 11. Dezember 1936 erlosch die Konzession zum Betrieb. In den 1940er Jahren wurde die Strecke dann abgebaut.

### Wiederaufbau von 1968 bis 1970
Im Jahr 1968 begannen im Zusammenhang mit den Nordischen Skiweltmeisterschaften 1970 in Štrbské Pleso die Planungen für einen Neuaufbau der kurz Zubačka genannten Bahn (nach Ozubnicová železnica, „Zahnradbahn“). Ein Teil der alten Strecke konnte für den Neubau wieder genutzt werden, der Rest wurde neu trassiert. Die maximale Neigung erhöhte sich dabei auf 150 ‰, bedingt durch neue Straßenüber- und -unterführungen anstelle der vorherigen Kreuzungen sowie der Trassenänderung zum neuen Endbahnhof. Elektrifiziert wurde die Strecke mit 1500 Volt Gleichspannung und damit mit demselben System wie die Elektrische Tatrabahn.

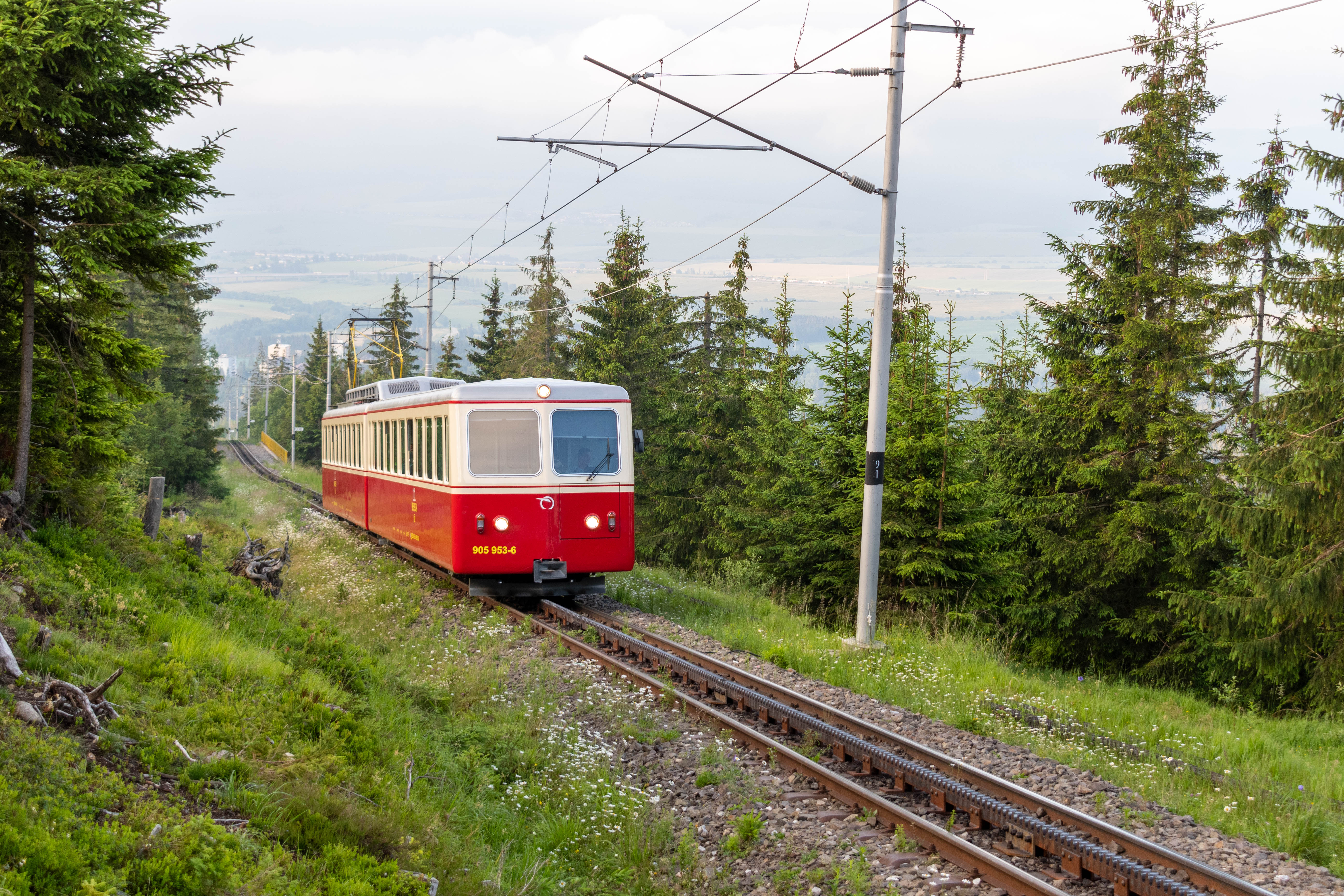
Reisezug bei Tatranský Lieskovec (2020)

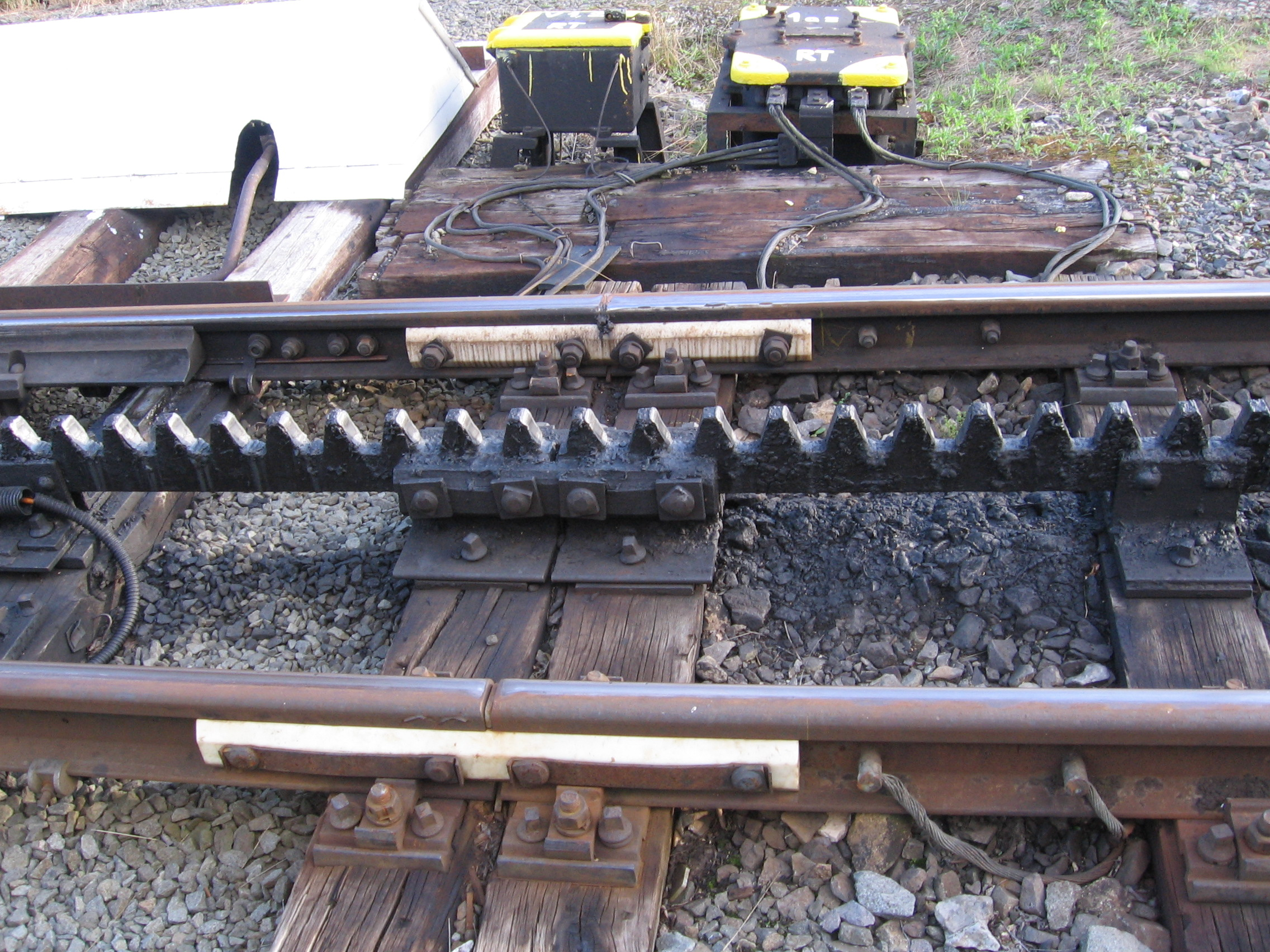
Lamellenzahnstange der Bauart Von Roll in Štrba (2014)

Am Bahnhof Štrba wurde eine neue Abfahrtshalle für die Zahnradbahnzüge errichtet, die auch heute noch eine gediegene Eleganz ausstrahlt. In Štrbské Pleso entstand ein neuer gemeinsamer Bahnhof mit der Elektrischen Tatrabahn. Eine Gleisverbindung diente dort für Überführungen der Fahrzeuge der Zahnradbahn in das Depot im Bahnhof Poprad. Am 12. Februar 1970 wurde der Betrieb auf der neuen Zahnradbahnstrecke eröffnet.
Sämtliche Gleise waren mit Lamellen-Zahnstangen des Systems Von Roll ausgerüstet, da die alten Triebwagen über keinen Adhäsionsantrieb verfügten. Die Zahnstangen endeten im Bahnhof Štrbské Pleso vor der Einmündung in das Streckengleis Richtung Starý Smokovec stumpf, besondere Zahnstangeneinfahrten waren nicht vorhanden. In beiden Bahnhöfe gibt es Relaisstellwerke mit Lichtsignalen, die Weichen sind fernbedient. Die beweglichen Zwischenschienen werden vom Antrieb über Übertragungsgestänge mit den Zungen mitbewegt. Die Weichen und Bahnhofsgleise werden durch Gleisstromkreise selbsttätig freigemeldet, das Streckengleis ist mit Stahlschwellen versehen und zwischen den Einfahrsignalen nicht isoliert.

### Modernisierung von 2020 bis 2022

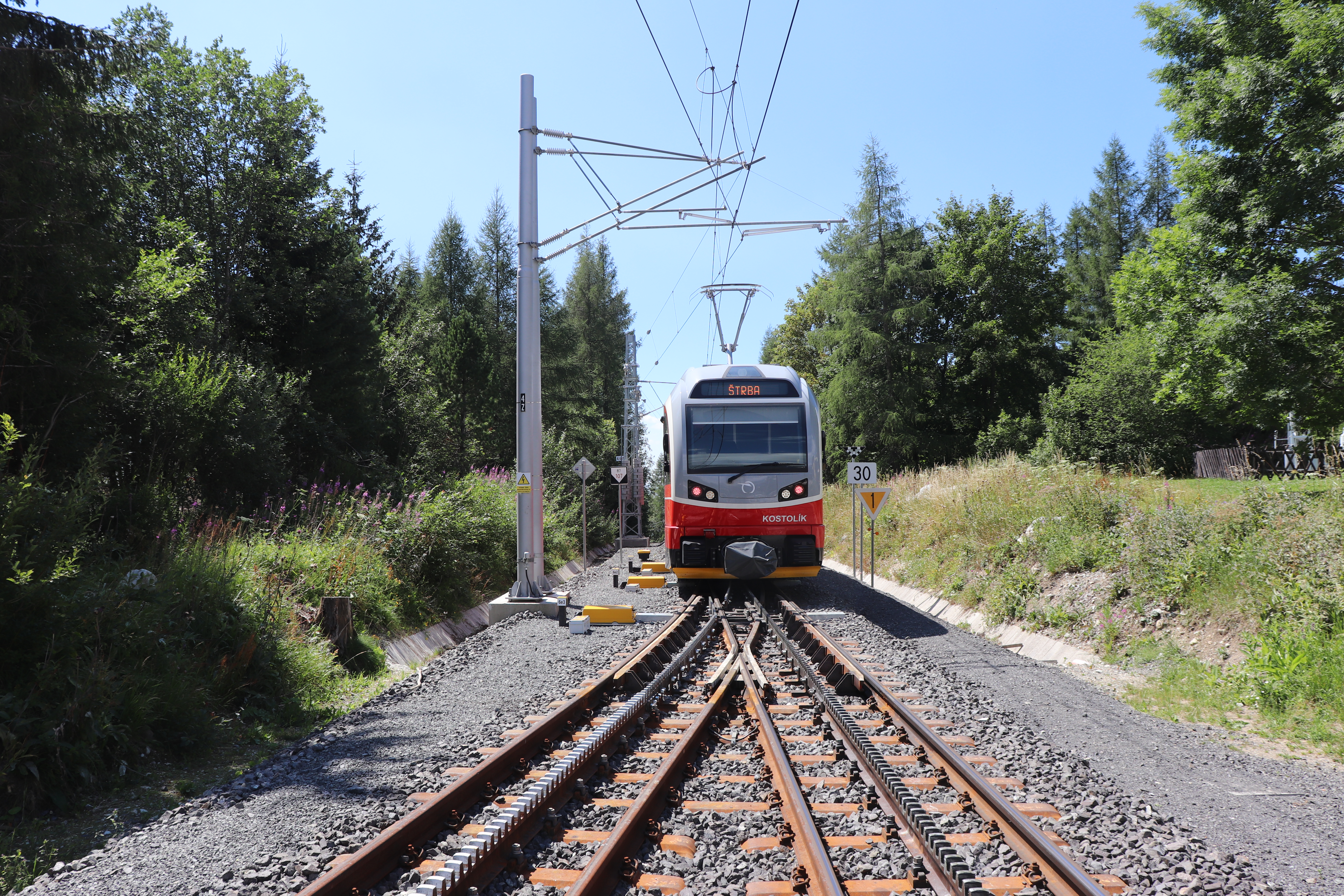
Gleis und Oberleitung wurden vollständig erneuert. Der Zug fährt nach der Zahnstangenweiche ins Gefälle Richtung Štrba. (Štrbské Pleso; 2022)

Im Juli 2020 begann eine komplette Sanierung des Oberbaus, der Fahrleitungsanlage und auch am Unterbau wurden umfangreiche Arbeiten ausgeführt. Dazu wurde das alte Gleis und die Fahrleitung komplett abgetragen, der Gleisschotter gereinigt und teilweise neue Entwässerungsgräben angelegt. Auch wurde eine große Anzahl neuer Verankerungspunkte für das Zahnstangengleis erstellt (alle 40 bis 70 m). Die Kosten waren auf 18 Millionen Euro veranschlagt und die Bauarbeiten sollten bis Februar 2021 beendet sein. Allerdings musste dieser Termin mehrfach verschoben werden und erst am 16. Februar 2022 nahm die Bahn den Betrieb wieder auf. Der Betrieb wurde während der Bauarbeiten im Schienenersatzverkehr durch Busse aufrechterhalten.
Im Zeitraum vom 12. September bis 28. Oktober 2022 wurde neuerlich der Betrieb im Schienenersatzverkehr geführt, um ungeplante Nacharbeiten durchzuführen. Dabei wurde mit Hilfe von Schreitbaggern weiterer Gleisschotter ausgebracht, weiters die vorhandene Gleisstopfmaschine bei der Talfahrt damit von beiden Seiten gesichert und anschließend ohne Stopfarbeit wieder bergwärts befördert. Als Abschluss dieser Arbeiten wurde abschnittsweise noch das Schotterbett durch Verklebung gegen Abrutschen gesichert.
Die schweizerische Firma Tensol Rail lieferte 4800 m neue Zahnstangen vom Typ Strub TN70 und 8325 Stahlschwellen vom Typ TN25. Die Zahnstange wurde wie die Fahrschienen durchgehend verschweißt, die Befestigung auf den Schwellen erfolgt für alle drei Schienen mit demselben Befestigungsmaterial. Außerdem wurden im Bahnhof Štrba vier neue Zahnstangenweichen eingebaut und in Štrbské Pleso eine weitere. Im Gegensatz zu früher weisen dort nun beide Zahnstangengleise eine vollständige, gefederte Zahnstangeneinfahrt auf, um durchgehende Züge in Richtung Starý Smokovec führen zu können.

## Fahrzeugeinsatz

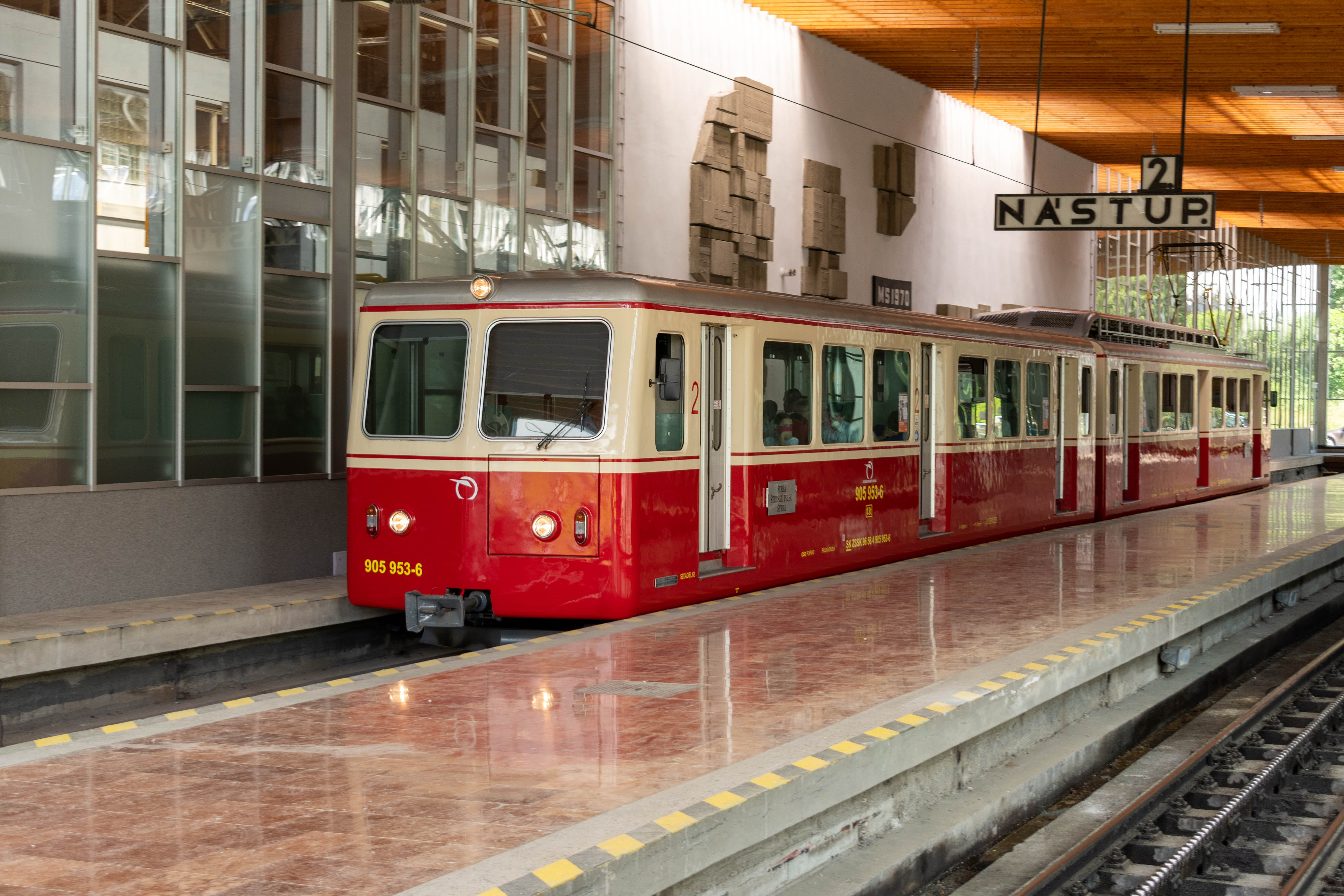
ČSD-Baureihe EMU 29.0 (2020)

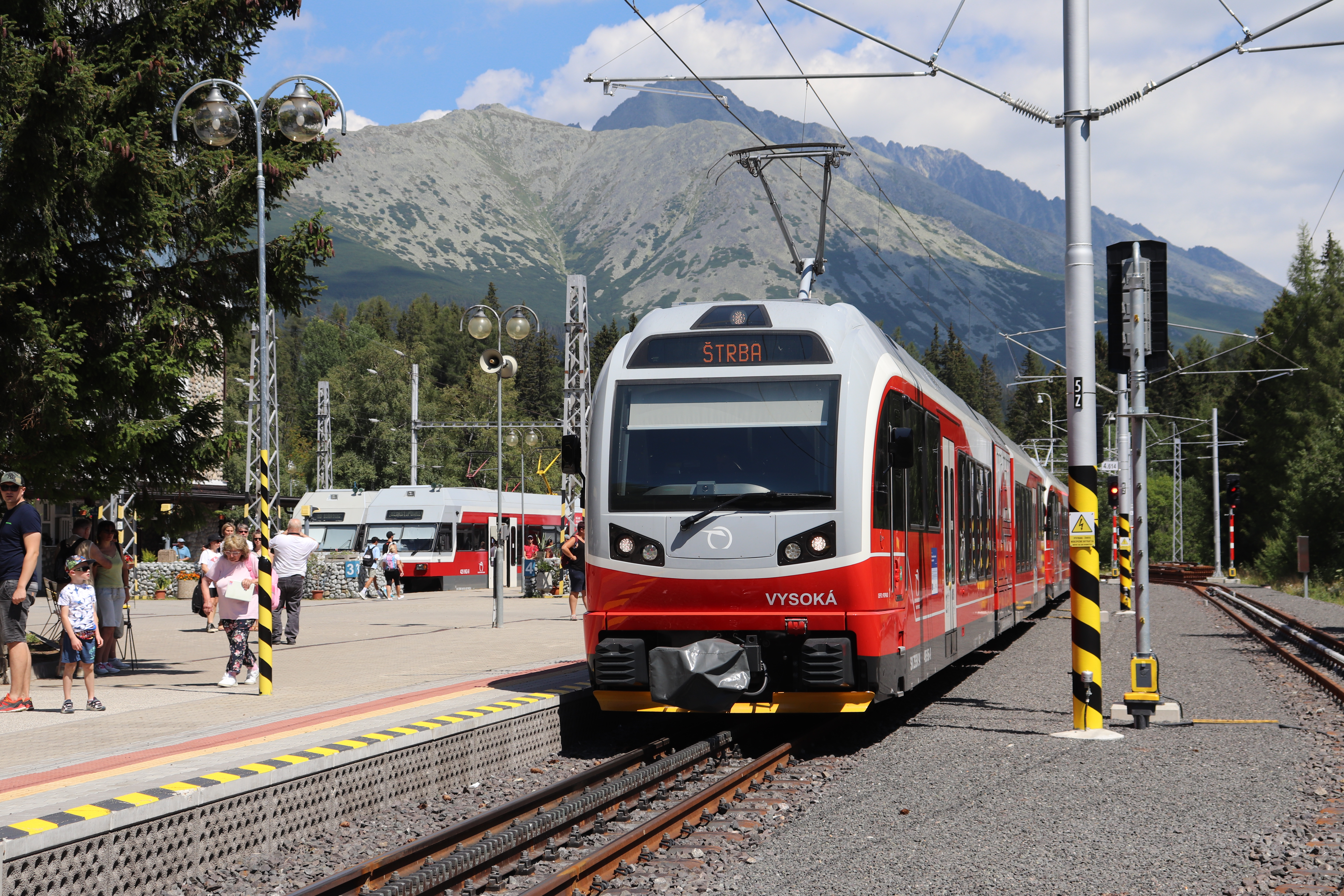
ZSSK-Baureihe 495.95 (2022)

Die Wiener Lokomotivfabrik Floridsdorf lieferte im Jahre 1896 zwei Zahnraddampflokomotiven mit den Fabriknummern 1012 und 1013, welche die Nummern 1 und 2 erhielten. Die ČSD ordnete die Lokomotiven später als U 29.001 und U 29.002 ein. Weitgehend baugleiche Lokomotiven wurden auch für die Achenseebahn in Österreich gefertigt, wo sie bis heute im Einsatz sind. Des Weiteren existierten vier Personen- und zwei Güterwagen, die von Ganz in Budapest gebaut wurden.
Von 1970 bis zum Juli 2020 kamen drei elektrische Zahnradbahntriebwagen der ČSD-Baureihe EMU 29.0 (seit 1988: Baureihe 405.95) zum Einsatz. Die Fahrzeug hatten ausschließlich einen Zahnradantrieb, was einen Einsatz auf der Elektrischen Tatrabahn ausschloss. Üblicherweise verkehrten sie mit bergwärts vorgestelltem Steuerwagen.
Bis August 2021 lieferte Stadler Rail/Schweiz fünf neue elektrische Zahnradtriebzüge der ZSSK-Baureihe 495.95, die auch die benachbarten Adhäsionsstrecken der Elektrischen Tatrabahn befahren können. Sie lösten die 50 Jahre alten Fahrzeuge der ersten Generation vollständig ab. Der erste neue Triebwagen wurde Anfang 2021 in die Slowakei geliefert. Teil der Bestellung war auch eine Zweikraftlokomotive mit der Nummer 485 951 und der Bauart HGem 2/2 mit elektrischem und Dieselantrieb, die insbesondere für Schneeräumeinsätze benötigt wird.